# 二層行溪舊鐵路橋
二層行溪舊鐵路橋（二層行溪橋）是臺灣鐵路公司縱貫線南段的鐵路橋，橫跨臺南、高雄兩市界河二仁溪（舊稱二層行溪）。目前臺鐵行車所使用的是在2014年1月13日跨14日通車的第三代二層行溪橋，先前使用的第二代二層行溪橋則在同年1月29日經臺南市文化資產管理處暫定古蹟處理小組會勘後，列為暫定古蹟，2014年12月8日指定為直轄市定古蹟。後於2015年11月3日正式公告，同時為臺南市與高雄市的直轄市定古蹟

## 沿革
第一代二層行溪橋是日本時代初年隨著縱貫鐵路臺南～打狗路段於1900年11月29日通車使用，而第二代橋則是日本時代中期臺灣總督府交通局鐵道部開始進行西部鐵道部分路段的雙線化工程，在第一代橋東側（上游側）新建第二代二層行溪橋，為雙線鐵路橋設計，1931年3月16日隨著大湖～中洲間新線先以單線運轉通車而啟用。
第二代二層行溪橋設計為12橋孔每孔跨度19.15公尺之上承式鋼板樑橋，橋長約230公尺餘，橋墩為混凝土結構；橋樑上部的鋼板樑（plate girder）及鉚釘（revit）技術，代表當時之工業與工法，為工程技術之見證，具建築史或技術史之價值。
後來隨著第三代新橋在2014年1月13日、14日進行路線切換啟用後，第二代橋原本將進行拆除作業，自1月15日開始拆掉鐵軌與枕木。後來在成功大學交管所碩士生楊孝博通報下，臺南市文化資產管理處與其他單位於2014年1月29日會勘，基於第二代橋是日治時期碩果僅存的雙線鋼樑鐵橋，且至今未換過鋼板，遂列為暫定古蹟。2014年12月8日的第二屆臺南市古蹟歷史建築聚落文化景觀審議委員會第八次會議中，將該橋指定成為直轄市定古蹟。